# Stenoma notosemia
Stenoma notosemia es una especie de polilla del género Stenoma, orden Lepidoptera.
Fue descrita científicamente por Zeller en 1877

## Distribución
Stenoma notosemia habita en el continente de América.